# Świadkowie Jehowy w Egipcie

Egipt na globie ziemskim

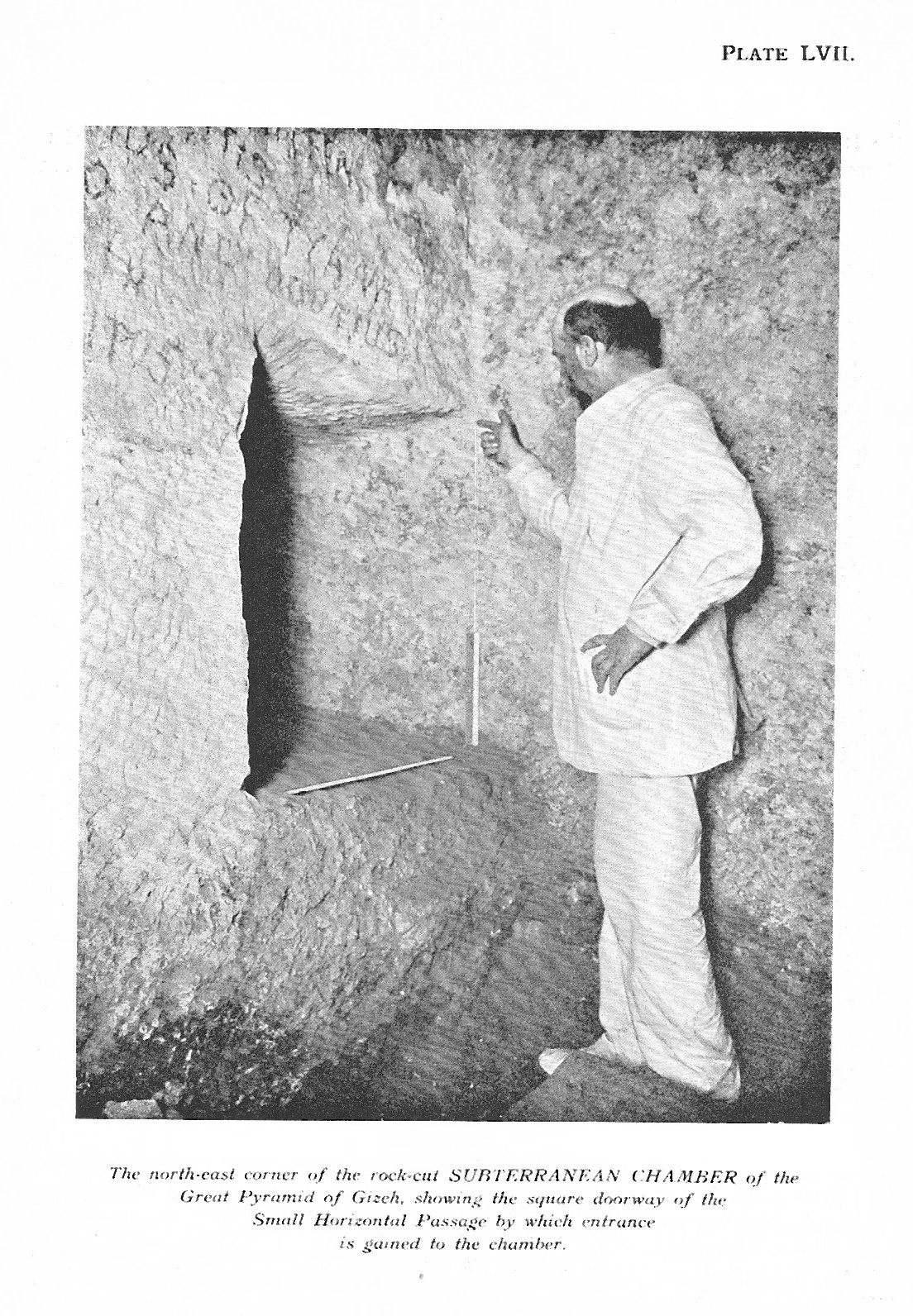
Dr John Edgar, Badacz Pisma Świętego ze Szkocji w trakcie badań Wielkiej Piramidy (1909)

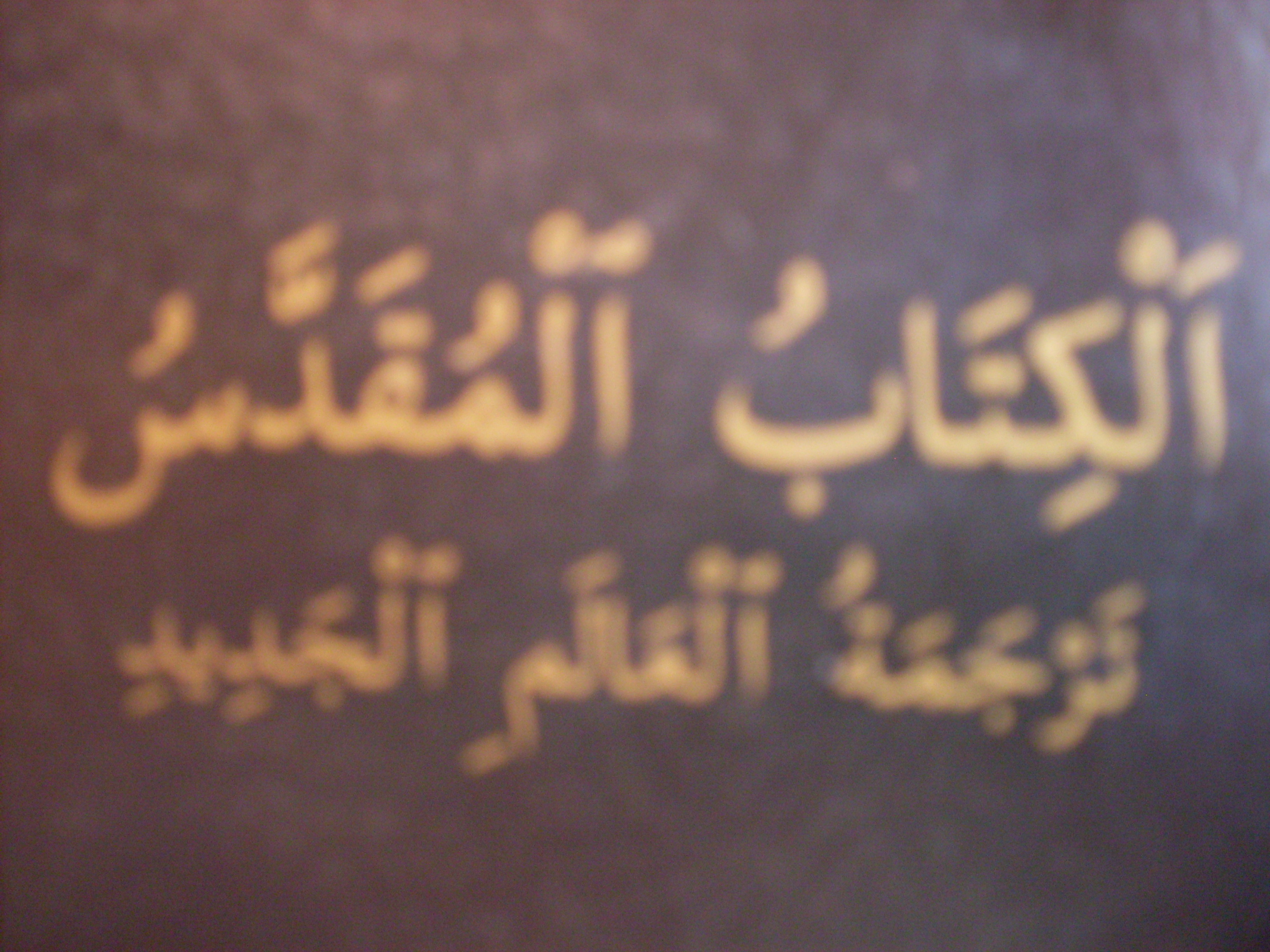
Pismo Święte w Przekładzie Nowego Świata w języku arabskim wydano w 1998 (część) oraz w 2004 (całość)

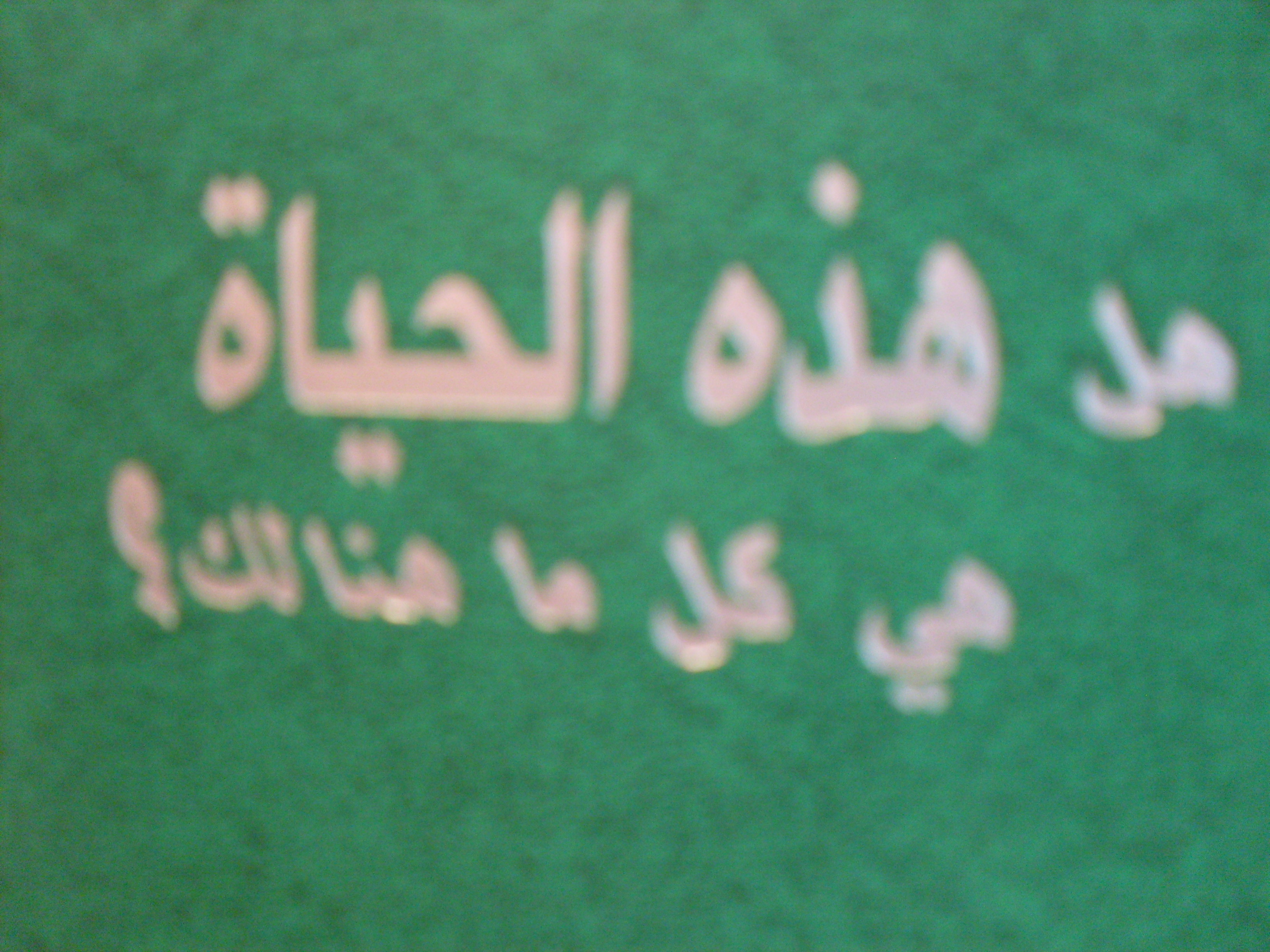
„Czy na tym życiu wszystko się kończy?” w j. arabskim

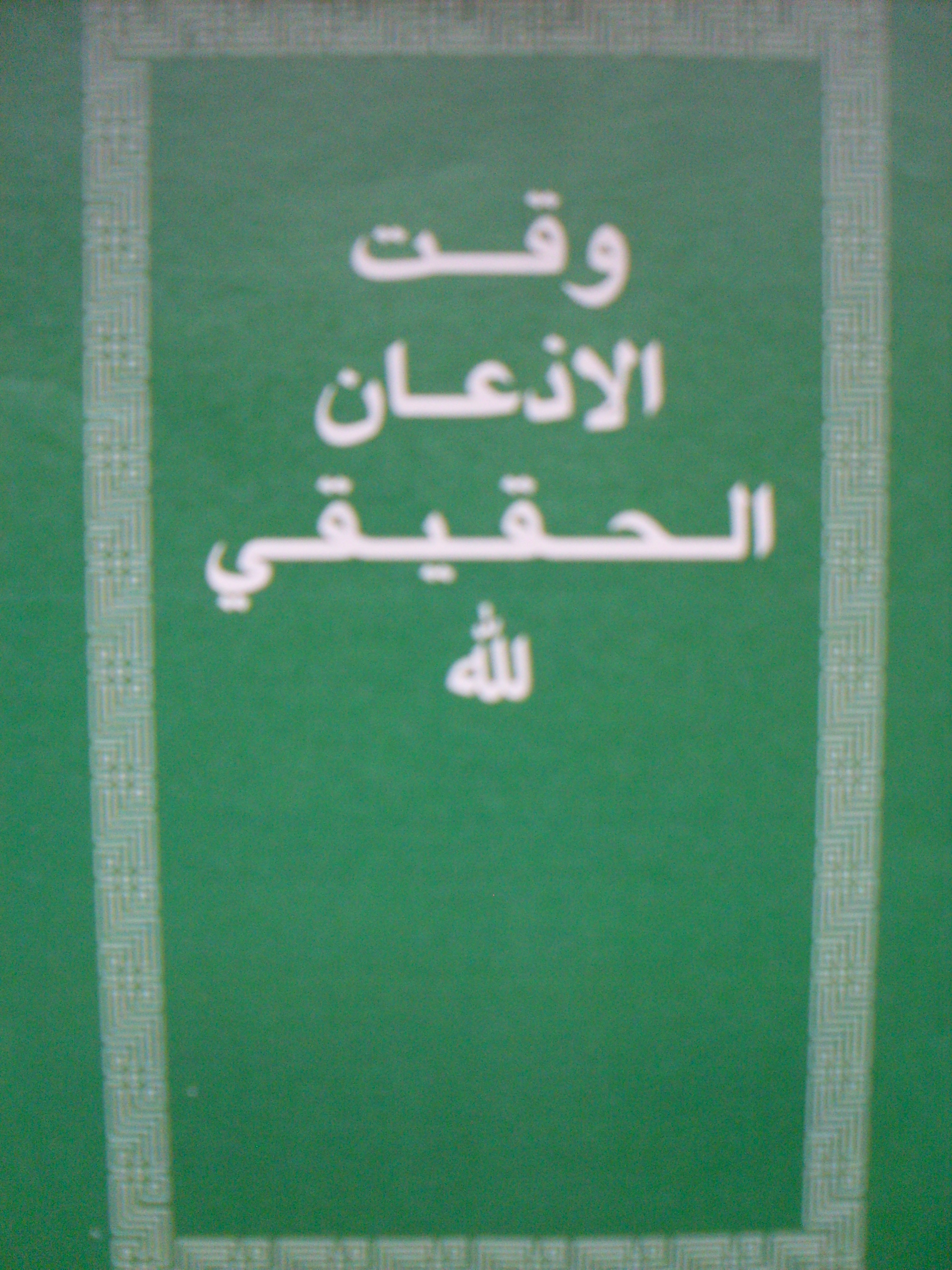
„Czas na prawdziwe poddanie się woli Bożej” w j. arabskim

Świadkowie Jehowy w Egipcie – społeczność wyznaniowa w Egipcie, należąca do ogólnoświatowej wspólnoty Świadków Jehowy, licząca ponad 1,5 tysiąca głosicieli (druga po Libanie najliczniejsza grupa spośród krajów arabskich oraz jedna z większych z grupy 33 krajów, gdzie działalność Świadków Jehowy jest oficjalnie zakazana lub ograniczona prawnie). Od 1960 roku ich działalność w tym kraju jest zdelegalizowana i prowadzona nieoficjalnie. Z tego powodu szczegółowa liczebność członków wyznania nie jest podawana do wiadomości publicznej. Działalność Świadków Jehowy w Egipcie koordynuje włoskie Biuro Oddziału.
W 2006 roku otrzymali zezwolenie od miejscowych władz na zgromadzanie się w celach religijnych w grupach do 30 osób w domach prywatnych oraz zapewnienie o zaprzestaniu brutalnych prześladowań, jakie miały miejsce głównie w Aleksandrii.

## Historia

### Początki
Dla pierwszych Badaczy Pisma Świętego Egipt w historii biblijnej był miejscem szczególnym, a Wielką Piramidę uważali za „Biblię w kamieniu”. Z tego względu odwiedzali to miejsce, a także prowadzili badania i pomiary. W 1885 roku Hipolit Oleszyński, polski współwyznawca ze Stanów Zjednoczonych, w drodze powrotnej z Warszawy do Chicago przebywał w Kairze i Gizie, gdzie zwiedził również kompleks piramid. W trakcie pierwszej podróży do Europy w roku 1891 Charles Taze Russell gościł w Kairze, a także badał korytarze piramidy w Gizie. W latach 1909–1910 Wielką Piramidę badali bracia John i Morton Edgarowie. W kwietniu 1910 C.T. Russell wraz z grupą współwyznawców odwiedzili Aleksandrię, Kair, Gizę, Memfis, Port Said, Ismailia, Suez, Ujun Musa (Źródła Mojżesza). W tym samym roku Thompsonowie, małżeństwo kolporterów, odwiedzali niektóre egipskie i palestyńskie miasta, prowadząc działalność kolporterską. 5 marca 1912 roku C.T. Russell podczas powrotu z podróży dookoła świata po raz kolejny odwiedził Kair, Memfis, Gizę i Aleksandrię.
W 1920 roku Joseph Franklin Rutherford odwiedził Kair. Aby podtrzymać zainteresowanie w tym regionie, podjął decyzję, że w mieście Ramallah w pobliżu Jerozolimy powstanie magazyn literatury biblijnej. W roku 1925 trzej wyznawcy z Grecji prowadzili działalność głównie w Aleksandrii, Port Said i Kairze.
J.F. Rutherford ponownie przebywał w Egipcie w 1930 roku i wygłaszał przemówienia do grup wyznawców i zainteresowanych. W latach 30. XX wieku zbory powstały w stolicy i w Aleksandrii.
Grek Panayotis C. Spiropoulos dotarł do tego kraju w 1931 roku, by prowadzić działalność kaznodziejską w Kairze, gdzie istniała już wtedy mała grupa wyznawców. Zebrania odbywały się w jednej ze stołecznych kawiarni. W tym czasie przetłumaczone zostały na język arabski pierwsze publikacje Świadków Jehowy. W 1933 roku dołączył do nich inny obcokrajowiec – ze Stanów Zjednoczonych, a w rok później – kolejny amerykański współwyznawca. Wszyscy głosili – głównie wśród ludności greckojęzycznej, a także – posługując się tekstami w języku angielskim, francuskim i arabskim – wśród pozostałych mieszkańców stolicy. A później także w Port Said i w innych miastach portowych – również wśród tamtejszych marynarzy. Kilku współwyznawców przeniosło się wówczas na południe od stolicy, do Górnego Egiptu i tam prowadziło działalność religijną. W kraju działalność kaznodziejską prowadziło również małżeństwo Laghakos, mówiące po grecku; w roku 1934 wyjechali na Cypr. W roku 1935 do Egiptu przyjechał inny współwyznawca greckiego pochodzenia – Benjoti Espiuro Paulo, który głosił w Aleksandrii i jej okolicach. W roku 1938 w Egipcie było 13 głosicieli, a w roku 1939 działało już 3 pionierów i 27 głosicieli w dwóch zborach.
W latach 40. XX wieku działalność prowadziły trzy małe zbory: w Kairze, Aleksandrii i Port Saidzie oraz kilka grup w głównych egipskich miastach. Libański współwyznawca Ibrahim Atiyeh tłumaczył „Strażnicę” na język arabski, a jego rodak Najib Salem sporządzał cztery odręczne kopie tego czasopisma i przesyłał je współwyznawcom w Palestynie, Syrii i Egipcie. W latach 40. XX wieku Egipcjanin David Farjini przybył z Hajfy i głosił w Egipcie. W roku 1942 nowi wyznawcy zostali ochrzczeni w Morzu Śródziemnym w pobliżu Aleksandrii. Działała tam m.in. pionierka Eleni Nicolaou.
W tym też okresie Theodotos i Egyptia Petridou z Aleksandrii przenieśli się do Port Taufik, gdzie w okolicach Suezu prowadzili działalność kaznodziejską i kilka osób z tamtych terenów zostało Świadkami Jehowy, m.in. Giula i Stavros Kypraiosowie.
W czasie II wojny światowej władze zamknęły Sale Królestwa i skonfiskowały część publikacji religijnych. W latach 40. XX wieku otwarto w Kairze Biuro Oddziału Towarzystwa Strażnica i na nowo Sale Królestwa. W roku 1944 w Egipcie działało 56 głosicieli, rok później – 68.
Wyznaniem zainteresowało się również dwóch żołnierzy z Mauritiusu, służących w wojsku, którzy zrezygnowali ze służby w wojsku, zostali Świadkami Jehowy i powrócili do swego kraju, aby tam prowadzić działalność. W roku 1945 egipscy Świadkowie Jehowy z Aleksandrii posyłali nowe publikacje religijne greckim współwyznawcom, którzy borykali się z brutalnymi prześladowaniami w swoim kraju.

### Rozwój działalności
W maju 1947 roku Egipt odwiedził Milton George Henschel i Nathan H. Knorr, którzy wygłosili przemówienia w Kairze i w Aleksandrii. W tamtym czasie działało 62 głosicieli, w tym 37 w Aleksandrii, a pozostali w zborach w miastach: Kair, Port Said i Suez. Zebrania religijne w stolicy odbywały się w trzech językach. W tym samym roku do Egiptu przybyli Don Rendell i Bill Copson, misjonarze, którzy ukończyli Biblijną Szkołę Strażnicy – Gilead. Prowadzili działalność w Aleksandrii i w Kairze. W roku 1948 uzyskali w Kairze, w Societé Royale de Papyrologie jako pierwsi zdjęcia 18 fragmentów papirusowego zwoju Septuaginty, oznaczone jako Papirus Fouad 266, oraz zgodę na ich opublikowanie. W drugiej połowie lat 40. XX wieku liczba głosicieli w Egipcie wzrosła do 60, w roku 1948 do 117, a w 1949 roku do 134. Zebrania odbywały się w języku arabskim, greckim, francuskim, włoskim i angielskim. W dniach od 20 do 22 sierpnia 1948 roku w Aleksandrii odbyło się zgromadzenie, na którym 15 osób zostało ochrzczonych.
W kwietniu 1950 roku Michel Antovic z Aleksandrii wraz z rodziną z przyczyn zawodowych przeniósł się na pewien czas do Trypolisu w Libii i był tam pierwszym Świadkiem Jehowy. Inny głosiciel, handlujący wełną, wraz z rodziną przeniósł się do Chartumu, aby w Sudanie rozpocząć działalność kaznodziejską. W 1950 roku zanotowano liczbę 224 głosicieli, działających w 8 zborach i w kilku grupach (zbory: w Kairze, Aleksandrii, a grupy w miastach: Tanta, Al-Minja, Asjut, Suez, Ismailia i innych), którzy napotykali sprzeciw głównie ze strony duchowieństwa koptyjskiego.
Prawna rejestracja kairskich zborów nastąpiła w 1951 roku. 3 listopada 1951 roku zarejestrowano, działające już Biuro Oddziału w Kairze.
W specjalnej kampanii, przeprowadzonej w maju 1952 roku, rozpowszechniono prawie 27 tysięcy publikacji w języku greckim. W dniach 8–10 sierpnia 1952 roku w Aleksandrii odbył się ogólnokrajowy kongres pod hasłem „Przyjmy ku dojrzałości”, na którym było obecnych 235 osób, a 12 osób ochrzczono. Program przedstawiono w 3 językach. Na przełomie 1952 i 1953 roku wśród ponad 100 studentów Szkoły Gilead znaleźli się misjonarze z Egiptu.
6 stycznia 1953 roku w Kairze w drodze do Etiopii zatrzymali się na trzy dni Nathan Knorr i Milton Henschel i przy tej okazji wygłosili przemówienia, a w jednym z kairskich kanałów zostało wtedy ochrzczonych sześć osób. W drodze powrotnej z tego kraju – 17 stycznia 1953 roku – stolicę Egiptu ponownie odwiedził N.H. Knorr, który wygłosił przemówienie do 182 obecnych. W tym czasie w Kairze działało 92 głosicieli, którzy w Shepheard Hotel spotykali się wraz z zainteresowanymi tą religią w liczbie ponad 200 osób. W Aleksandrii wygłosili przemówienie do 257 obecnych; spotkali się też ze 116 tamtejszymi współwyznawcami, którzy prowadzili zebrania w trzech językach: arabskim, greckim i francuskim. W całym kraju było wówczas 229 głosicieli, z tego tylko jedenastu w grupach poza Kairem i Aleksandrią. W 1953 roku krótko przebywał w tym kraju misjonarz pochodzenia greckiego, Emmanuel Paterakis, który potem wyjechał do Sudanu. W roku 1953 Panayotis C. Spiropoulos wyjechał do Stanów Zjednoczonych, gdzie ukończył Szkołę Gilead. Misjonarz Bill Copson pozostał w Egipcie do 1954 roku, a Donowi Rendellowi nie udało się przedłużyć wizy i po roku był zmuszony wyjechać na Cypr. Początkowo ich praca misyjna koncentrowała się głównie wśród małych wyznań chrześcijańskich, takich jak np. kościoły greckie; później również pozyskiwali nowych wyznawców wśród Koptów, a potem wśród muzułmanów. 34 delegatów uczestniczyło w kongresach międzynarodowych pod hasłem „Tryumfujące Królestwo” zorganizowanych w Europie.
7 lutego 1954 roku powrócił ze szkolenia misjonarskiego w Szkole Gilead w Stanach Zjednoczonych P.C. Spiropoulos, który podjął działalność misjonarską w miastach i wsiach Doliny Nilu. W 1954 roku zanotowano liczbę 260 głosicieli w 8 zborach.
W marcu 1955 roku miejscowy Koptyjski Kościół Ortodoksyjny (głównie) wraz z Kościołem rzymskokatolickim wezwały rząd egipski do zamknięcia kairskiego Biura Oddziału, nadzorującego wówczas działalność tego wyznania na terenie Egiptu, Libii i Sudanu. We wrześniu 1955 roku w stolicy przemawiał M. Henschel. W Aleksandrii otwarto nową Salę Królestwa. W Kairze odbył się kongres ogólnokrajowy pod hasłem „Tryumfujące Królestwo”.
W 1956 roku nowi wyznawcy pojawili się w Ismailii, gdzie wysłano do krzewienia religii rodzinę Petridou. Wcześniej rodzina ta gościła wielu misjonarzy Świadków Jehowy, przebywających na krótko w Aleksandrii w drodze na przydzielone im tereny misyjne. W domu tej rodziny odbywały się również zebrania religijne. W roku 1956 prawnie zarejestrowano zbory w Aleksandrii. Większość z 257 ich członków stanowili mieszkający tam Grecy, poza tym byli również Francuzi i Arabowie. W tym samym roku z Egiptu do Tel Awiwu przeniósł się Dawid Cohen, który dla Świadków Jehowy w Izraelu tłumaczył zebrania religijne na angielski, francuski, włoski, arabski, turecki, grecki i hiszpański. W Egipcie zanotowano liczbę 313 głosicieli, a w roku 1957 – 373.
W 1958 roku Emmanuel Paterakis został nadzorcą strefy (przedstawicielem Biura Głównego Świadków Jehowy), który odwiedzał współwyznawców w 26 krajach na Bliskim Wschodzie i w Afryce Północnej (w tym głównie współwyznawców w Egipcie). W 1958 roku w Egipcie działało 410 głosicieli w 10 zborach. W roku 1959 zanotowano liczbę około 450, a w 1960 roku – około 460 głosicieli działających w 10 zborach, które znajdowały się w większych egipskich miastach (w tym około 120 głosicieli w Aleksandrii). W 1959 roku w wyniku kampanii fałszywych oskarżeń określających Świadków Jehowy mianem „syjonistów” policja nakazała Świadkom Jehowy zaprzestanie organizowanie zebrań.

### Zakaz działalności i prześladowania
20 czerwca 1960 roku działalność Świadków Jehowy w Egipcie została zakazana przez rząd i jest prowadzona nieoficjalnie. 1 września tego samego roku odrzucony został wniosek o przywrócenie prawnej rejestracji. Świadków Jehowy pozbawiono statusu prawnego, jak również możliwości korzystania z wielu praw religijnych gwarantowanych innym religiom chrześcijańskim działającym w Egipcie.
W roku 1961 w Egipcie pozostali głosiciele należeli do 15 zborów. Wielu zagranicznych współwyznawców zostało przez egipskie władze zmuszonych do opuszczenia kraju. 12 maja 1964 roku Liga Arabska wydała dekret, według którego Świadków Jehowy uznano za syjonistów i zobowiązała wszystkie kraje arabskie do zamknięcia Biur Oddziałów Towarzystwa Strażnica oraz zakazu rozpowszechniania ich publikacji na terenie tych państw. Rząd egipski odmowę rejestracji motywuje sprzeciwem Koptyjskiego Kościół Ortodoksyjnego oraz podejrzeniami o współpracę z Izraelem.
Od 1960 roku Świadkowie Jehowy zgłaszali różne formy napaści i brutalnych represji przez rządowych agentów, często na życzenie patriarchy prawosławnego Koptyjskiego Kościoła Ortodoksyjnego. Większość wyznawców przetrzymywano w areszcie w oczekiwaniu na proces sądowy lub deportację z kraju. Misjonarze zostali wydaleni z Egiptu, a wiele osób było poddawanych torturom fizycznym i psychicznym. Do brutalnych incydentów dochodziło w miejscach zamieszkania, pracy, szkole lub w czasie ich małych spotkań religijnych w mieszkaniach prywatnych.
Kulminacja prześladowań nastąpiła w latach 1966–1967. Świadkowie Jehowy byli wówczas wyrzucani z pracy i szkół, aresztowani i więzieni, a także padali ofiarami brutalnej przemocy. Na przykład 25 marca 1967 roku w trakcie uroczystości Wieczerzy Pańskiej (Pamiątki) w Kairze aresztowano 15 osób. Samir Yacoub Mikhail, który wygłaszał przemówienie na tej uroczystości, został brutalnie pobity, ponieważ nie chciał wyjawić informacji dotyczących sposobu powielania i kolportażu publikacji biblijnych. Podobnie funkcjonariusze tajnej policji postapili z Nicolem Barghoutem. Czterech oskarżonych bez rozprawy sądowej wysłano do obozu koncentracyjnego.
25 kwietnia 1967 roku aresztowania miały miejsce w Aleksandrii. Policja wtargnęła do domu Amina Mikhaila Fanous oraz Alphonsea Michela Takle. W sumie pozbawiono wolności ponad 40 miejscowych głosicieli. Dwóch z nich wysłano do obozu koncentracyjnego pod Kairem, gdzie przybywało już 20 Świadków Jehowy.
Władze zakazywały wielbienia Boga nawet w domach prywatnych oraz nakazywały głosicielom, by zaprzestali mówienia innym o Piśmie Świętym. Konfiskowano im Biblie, literaturę religijną, a nawet dobytek. Niektórych deportowano za granicę. Bezskutecznie nakazywano członkom zborów podpisywanie oświadczeń o wyrzeczeniu się swojej religii oraz żądano podawania nazwisk współwyznawców. Nierzadko ta forma represji trwała nawet przez nawet 5 miesięcy. Ci, którzy się jej nie poddali, musieli odbyć karę więzienia lub byli wysyłani do pustynnych miejsc odosobnienia albo do obozów pracy. W brutalny sposób strażnicy chcieli ich skłonić do wyrzeczenia się wiary.
W tamtym okresie tygodniowo w samej tylko stolicy publikowano zdjęcia 25 aresztowanych Świadków Jehowy, w tym dzieci, które nie miały nawet 3 lat. Prawie wszyscy spośród 500 Świadków Jehowy byli nadal zatrzymywani, okrutnie bici oraz nękani fizycznie i psychicznie – nawet już po odbyciu kary więzienia. Odmawiano im praw do obrony (np. 10 maja 1967 roku nie wpuszczono 4 obrońców na ich rozprawę, która trwała do 21 czerwca tego samego roku, po czym brutalnie pobici skazani zostali osadzeni w więzieniu na pustyni). Wielu wyznawców zmuszonych zostało do opuszczenia Egiptu. Wyjechali do Grecji, Włoch, na Cypr i do innych krajów. Często pozwalano im zabrać ze sobą tylko jedną walizkę. Niektórzy wyznawcy natomiast przybyli z krajów ościennych, gdzie panowały jeszcze trudniejsze warunki związane z praktykowaniem ich wiary.
W „Strażnicy” w 1968 roku opisano brutalne prześladowania w Egipcie oraz podano adresy prezydenta G.A. Nasera i innych egipskich urzędników, aby Świadkowie Jehowy z całego świata mogli pisać do nich petycje o zaprzestanie takich praktyk. Tysiące listów z apelem o zapewnienie wolności wyznania, gwarantowanej przez konstytucję egipską, napłynęły do głowy państwa i innych instytucji. Wyznawcy nadal organizowali zebrania religijne (w domach prywatnych) oraz inne potajemne zgromadzenia.
Pod koniec lat 60. XX wieku Świadkom Jehowy w Egipcie utrudniano spotykanie się na zebraniach chrześcijańskich. Nierzadkie były wypadki konfiskaty literatury biblijnej, a także pobicia.
W roku 1970 nastąpił 40% wzrost liczby obecnych na dorocznej Wieczerzy Pańskiej (Pamiątce). W tym też roku deportowano z kraju tylko jednego wyznawcę.
Za prezydentury A. Sadata nadal trwały prześladowania oraz aresztowania członków i sympatyków tego wyznania. W 1978 roku w Aleksandrii aresztowano 30 wyznawców, w tym małe dzieci i oskarżono ich o praktykowanie zakazanej religii. W roku 1979 zagraniczni delegaci przybyli na kongres pod hasłem „Żywa nadzieja” w Izraelu; zwiedzili m.in. Górę Synaj, leżącą na terenie Półwyspu Synaj (okupowanym wówczas przez Izrael), rozpowszechniając na tamtym terenie swoje publikacje religijne.

### Próby ponownej rejestracji prawnej
Za prezydentury H. Mubaraka na początku lat 90. XX wieku Świadkowie Jehowy zaczęli ponownie ostrożnie prowadzić swoją publiczną działalność kaznodziejską. W okresie od zakończenia rządów Nasera ich aresztowania były sporadyczne. W roku 1985, 1993 i 1999 egipskie Ministerstwo Sprawiedliwości wydało dekrety o nieprzyznaniu prawnej rejestracji temu wyznaniu. 18 czerwca 1991 roku odrzucono kolejny wniosek o rejestrację. 8 maja 1994 roku miejscowi wyznawcy przegrali w sądzie rozprawę w sprawie zaskarżenia tej decyzji.
W marcu 1991 roku w Aleksandrii aresztowano 10 Świadków Jehowy. Również w tym mieście w marcu 1996 aresztowano 10 cudzoziemców, którzy rozpowszechniali publikacje biblijne. Literatura ta – według dziennika „El-Agamy” – została sprowadzona drogą morską w ilości około 214 tysięcy książek, które rozpowszechniane były w Kairze i innych miastach w Delcie Nilu i w Górnym Egipcie.
Dalsze próby rejestracji nastąpiły w marcu 2000 roku, jednak i ten wniosek został odrzucony 29 stycznia 2001 roku, co doprowadziło do kolejnego brutalnego ataku na wyznawców ze strony służb bezpieczeństwa państwa.
W sierpniu 2001 roku delegacja egipskich Świadków Jehowy była obecna na kongresie międzynarodowym pod hasłem „Nauczyciele słowa Bożego” w Rzymie.
W czerwcu 2005 roku Świadkowie Jehowy donosili, że jeden z głosicieli został zatrzymany na pięć dni i był brutalnie traktowany przez agentów bezpieczeństwa państwa. Na przełomie roku 2005 i 2006 wzrosła liczba represji ze strony egipskich służb bezpieczeństwa. W szczególności jeden z pracowników służby bezpieczeństwa w Kairze w coraz większym stopniu wykorzystywał zastraszanie i groźby użycia przemocy fizycznej w celu uzyskania informacji o współwyznawcach.
W lutym i maju 2006 roku przedstawiciele Świadków Jehowy z nowojorskiej siedziby, wraz z egipskimi i europejskimi przedstawicielami Towarzystwa Strażnica, które nadzoruje działalność w tym kraju, spotkali się z urzędnikami egipskiego Ministerstwa Spraw Zagranicznych, Krajowej Rady ds. Praw Człowieka, Ligi Arabskiej i innych urzędów. Delegacja stwierdziła, że w wyniku tej wizyty dostali zapewnienie, że prześladowania i kontrola rządowych służb zostaną przerwane, ale postęp w sprawie rejestracji działalności nie został osiągnięty.
W 2007 roku – jak wynika z raportów agentów bezpieczeństwa – zatrzymały one pewnego Świadka Jehowy. Wielokrotnie go bito, grożąc jemu i jego rodzinie różnymi represjami, jeśli nie zgodzi się zostać informatorem i donosić na współwyznawców, czego kategorycznie odmówił. W tym samym roku rządowa Krajowa Rada ds. Praw Człowieka otrzymała skargę od Michaela Geyada Kamela Girguisa, który zakończył edukację medyczną z najwyższym wyróżnieniem i starał się o pracę jako lekarz w stołecznym Ain Shams University Hospital. Jednak Urząd Bezpieczeństwa w Ministerstwie Szkolnictwa Wyższego odmówił mu tego prawa z powodu jego powiązań ze Świadkami Jehowy. Na początku roku 2007 gwałtownie wzrosła liczba przesłuchań wyznawców przez służby bezpieczeństwa państwa. W kwietniu tego samego roku służby bezpieczeństwa jednak zaprzestały masowych aresztowań i brutalnych pobić.
W kwietniu 2008 roku delegacja Świadków Jehowy uzyskała zapewnienie z Ministerstwa Spraw Zagranicznych o możliwości oficjalnego otrzymania od swoich zagranicznych współwyznawców nieodpłatnie egzemplarzy Pisma Świętego w Przekładzie Nowego Świata i innych publikacji religijnych – jednak jak dotąd te zapewnienia nie zostały zrealizowane. W czerwcu tego samego roku – według mediów – służby bezpieczeństwa aresztowały trzech rosyjskich turystów, którzy rozpowszechniali publikacje religijne i organizowali spotkania z zainteresowanymi ich wyznaniem w Szarm el-Szejk i innych kurortach. W 2008 roku służba bezpieczeństwa zatrzymała co najmniej dwóch głosicieli, a podczas przesłuchań grożono im i ich rodzinom oraz namawiano, by zostali tajnymi informatorami, czego odmówili. Nadal przeprowadzano rewizje w domach i podsłuchiwano rozmowy telefoniczne. Pomimo usilnych starań, władze nie przywróciły Świadkom Jehowy legalizacji w Egipcie.
7 lutego 2009 roku, europejska delegacja Świadków Jehowy złożyła wizytę w egipskim oddziale organizacji ochrony praw człowieka NCHR w celu pomocy przy rejestracji prawnej tego wyznania w Egipcie. Spotkanie to wywołało oburzenie kleru Koptyjskiego Kościoła Ortodoksyjnego. Represje ze strony władz w stosunku do wyznawców zostały od tego czasu zmniejszone, szczególnie w Aleksandrii. Latem 2009 roku delegacja egipskich Świadków Jehowy była obecna na kongresie międzynarodowym pod hasłem „Czuwajcie!” w Rzymie. Delegatom tym utrudniano przylot na to zgromadzenie, wielu było przed wylotem i po nim wielokrotnie przesłuchiwanych przez służby bezpieczeństwa SSIB.

### Sytuacja obecna
Egipski rząd nadal jest przeciwny Świadkom Jehowy. U podstaw tego stanowiska leży m.in. jawny sprzeciw ze strony Koptyjskiego Kościoła Ortodoksyjnego – w szczególności ze strony byłego zwierzchnika kościoła – Szenudy III, który potępił Świadków Jehowy – oraz obecnego – Tawadrosa II. Prawosławni Koptowie, są przekonani, iż liczebny wzrost Świadków Jehowy w Egipcie, spowodowany jest odejściami z ich kościoła. Druga przyczyna wrogiego nastawienia rządu, pochodzi jeszcze z czasów prezydenta Nasera, który uważał ich za grupę (wtedy około 500 osób) powiązaną z Izraelem i zakazał ich działalności. Również niektóre islamskie media są uprzedzone do tego wyznania.
W latach 2006–2009, miejscowi przedstawiciele Świadków Jehowy wraz z włoskimi, belgijskimi oraz amerykańskimi współwyznawcami spotykali się z przedstawicielami rządu egipskiego w celu zalegalizowania działalności. Spotkania te doprowadziły do zezwolenia przez tutejsze władze – w roku 2006 – na spotkania religijne tutejszych wyznawców w domach prywatnych, w grupach do 30 osób, chociaż w złożonym wniosku podano większą liczbę. Trwały próby zalegalizowania działalności i odzyskania statusu prawnego w tutejszych sądach. Służby bezpieczeństwa nadal inwigilowały członków zborów, zdarzały się przesłuchania, próby zastraszenia, podsłuch rozmów telefonicznych, konfiskaty publikacji religijnych, przysyłanych z zagranicy i ścisła obserwacja miejsc zamieszkania wyznawców przez agentów służb bezpieczeństwa. Świadkowie Jehowy zbierali się na swoich spotkaniach religijnych w domach prywatnych, a nie w Salach Królestwa, jak to ma miejsce w innych krajach arabskich (np. w Jordanii i Libanie). W grudniu 2009 roku i styczniu 2010 roku po raz kolejny Sąd Administracyjny odmówił prawnej rejestracji lokalnej społeczności tego wyznania. W 2011 roku po rewolucji egipskiej sytuacja wyznania się nie zmieniła, o czym poinformował prezes Amerykańskiego Komitetu ds. Wolności Religijnej, Leonard Leo w kwietniu 2011 roku.
Corocznie organizacje monitorujące przestrzeganie praw człowieka publikują specjalne raporty m.in. o sytuacji tej społeczności religijnej w Egipcie. Według Komisji ds. Międzynarodowej Wolności Religijnej w sprawozdaniu za rok 2010 Egipt zajmuje drugie miejsce w rankingu państw, które naruszają wolność religijną. Według tego raportu wśród grup religijnych, których głównie dotyka dyskryminacja i łamanie praw człowieka, znajdują się Świadkowie Jehowy. W sprawozdaniu Komisji, opublikowanym w kwietniu 2011 roku zwrócono uwagę na stereotyp postępowania władz w związku z kolejnym odrzuceniem podań o rejestrację, składanych przez Świadków Jehowy. Raport ten oskarża rząd egipski o brak ochrony praw mniejszości religijnych, m.in. Świadków Jehowy, wskazując na możliwy wzrost przemocy wobec tej mniejszości w obecnym, przejściowym okresie w tym kraju. Według wypowiedzi przedstawiciela Ciała Kierowniczego Świadków Jehowy z lipca 2013 roku: „obecna sytuacja Świadków Jehowy w Egipcie jest stabilna”.
Według raportu United States Commission on International Religious Freedom (USCIRF) z 2015, 2016 i 2017 roku.
W okresie od wiosny 2013 roku do wiosny 2014 roku, urzędnicy służb bezpieczeństwa zintensyfikowali nękanie i zastraszanie Świadków Jehowy poprzez inwigilowanie ich działalności oraz inne represje.
W roku 2016 w miejscowych sądach trwały próby zalegalizowania działalności, odzyskania statusu prawnego oraz uzyskania pozwoleń na budowę Sal Królestwa.
W styczniu 2022 roku Afrykańskie Stowarzyszenie Świadków Jehowy (AAJW) oraz Europejskie Stowarzyszenie Świadków Jehowy (EAJW) złożyły wspólne oświadczenie dotyczące sytuacji Świadków Jehowy w Egipcie od czasu zakazu działalności w 1960 roku.
Zwracają się do rządu Egiptu o podjęcie niezbędnych kroków w celu:
1. Zapewnienia możliwości Świadkom Jehowy zarejestrowania swoich lokalnych organizacji religijnych.
2. Zakończenia ciągłej, natrętnej inwigilacji i przesłuchań Świadków Jehowy
3. Pozwolenie egipskim i zagranicznym Świadkom Jehowy możliwości pokojowego wielbienia Boga i przebywania ze sobą;
4. Anulowania dyrektywy Administracji Rejestru i Dokumentacji Gruntów Ministerstwa Sprawiedliwości w Egipcie, które zabrania jego agencjom rejestrowania tytułu własności nieruchomości należących do osób prawnych Świadków Jehowy;
5. Przestrzegania swojego zobowiązania do zapewnienia wolności gwarantowanych przez Konstytucję wszystkim obywatelom, w tym Świadkom Jehowy.

Świadkowie Jehowy nie mogą mieć Sal Królestwa, oficjalnie importować Biblii ani literatury religijnej. Rozporządzenia zabraniają im rejestracji jakiejkolwiek własności, jak również małżeństw. Nie mogą nawet zdobyć ziemi, aby pochować swoich zmarłych, i muszą korzystać z prywatnych cmentarzy.
W lutym 2020 roku egipski Świadek Jehowy, wynajął swoje mieszkanie współwyznawcom, by mogli urządzać w nim zebrania religijne. Ponieważ nie mogą uzyskać pozwolenia na użytkowanie nieruchomości na swoje spotkania religijne, służba bezpieczeństwa wielokrotnie próbowała uzyskać kopię umowy najmu, aby wnieść oskarżenia przeciwko zaangażowanym Świadkom Jehowy, którzy odmówili przekazania kopii umowy. Następnie agenci służby bezpieczeństwa przesłuchali i nękali właściciela mieszkania i nakazali mu jego natychmiastowe zamknięcie.
28 marca 2020 roku agent służby bezpieczeństwa przesłuchał rodzinę Świadków Jehowy z centrum Kairu, aby uzyskać informacje o zebraniach religijnych odbywających się w ich domu.
Służby bezpieczeństwa wyszukują i grożą Świadkom Jehowy, którzy są obcokrajowcami, zwłaszcza tym, których uważają za „wiodących kaznodziejów” i tym, którzy mają kontakty z miejscowymi Świadkami Jehowy. Aby uzyskać informacje zarówno o współwyznawcach w Egipcie, jak i o ich organizacji, agenci podczas przesłuchań starają się ich zastraszyć i często grożą aresztowaniem.
W marcu 2020 roku agenci bezpieczeństwa siłą bez nakazu weszli do domów co najmniej dwóch egipskich Świadków Jehowy, aby ich przesłuchać w sprawie małżeństwa Świadków, którzy byli obcokrajowcami, legalnie mieszkającymi w Egipcie. Z powodu groźby aresztowania i deportacji para opuściła Egipt i powróciła do Stanów Zjednoczonych.
W kwietniu i maju 2020 roku agenci służb bezpieczeństwa przesłuchali dwóch sudańskich Świadków Jehowy w sprawie ich działalności religijnej.
Powyższe incydenty miały miejsce od czasu przyjęcia przez Parlament Europejski w dniu 24 października 2019 roku rezolucji w sprawie Egiptu, która „podkreśla znaczenie zagwarantowania równości wszystkich Egipcjan, niezależnie od ich wiary lub przekonań; wzywa Egipt do zrewidowania swoich przepisów dotyczących bluźnierstwa w celu zapewnienia ochrony mniejszości religijnych (…) wzywa władze egipskie, w tym siły zbrojne i siły bezpieczeństwa, do poszanowania praw chrześcijan, ochrony ich przed przemocą i dyskryminacją oraz zapewnienia, by osoby odpowiedzialne za takie czyny były ścigane”.
W 2021 roku ze względu na środki ostrożności związane z pandemią Covid-19 wszystkie spotkania religijne Świadków Jehowy odbywały się za pośrednictwem wideokonferencji. Służby bezpieczeństwa skrupulatnie badały, kto posiada licencje na zastrzeżony system wideokonferencyjny, w jaki sposób są przekazywane szczegóły spotkań, kim są gospodarze oraz nazwiska uczestników. Takie szczegóły stanowiły część informacji poszukiwanych podczas przesłuchań Świadków Jehowy.
Świadkowie Jehowy wydają publikacje w języku arabskim, również w dialekcie egipskim. W tym dialekcie dostępny jest także oficjalny serwis internetowy – jw.org wraz z Biblioteką Internetową Strażnicy i telewizją internetową JW Broadcasting.
Nie ma problemów z indywidualnym przywiezieniem przez obcokrajowców z zagranicy publikacji tego wyznania, jednak prozelityzm wśród wyznawców islamu jest przez tutejsze władze zabroniony – nie dotyczy on nieoficjalnej i bardzo ostrożnej działalności kaznodziejskiej wśród tutejszej mniejszości chrześcijańskiej oraz wśród chrześcijańskich obcokrajowców. Obecnie sprawozdanie z działalności w tym kraju dołączane jest do ogólnego z 33 krajów, gdzie działalność Świadków Jehowy jest ograniczona prawnie lub zakazana.